# Cycas javana
Cycas javana é uma espécie de cicadófita do género Cycas da família Cycadaceae, nativa de Java, Ilhas de Sonda (possívelmente) e Sumatra.